# Produkcija (ekologija)
Izraz produkcija ali proizvodnja se v ekologiji nanaša na tvorbo biomase iz hranil v ekosistemu. Stopnji večanja biomase pravimo tudi produktivnost, izraža se v enotah mase na površino (ali prostornino) na enoto časa (npr. g m−2 d−1), včasih upoštevajoč suho težo ali le količino ogljika.
Ločimo primarne (prvotne) producente ali avtotrofe, ki večajo biomaso s predelavo anorganskih spojin in energije iz okolja, ter sekundarne (drugotne) producente ali heterotrofe, ki se hranijo z organskimi snovmi avtotrofov. Slednjim pravimo tudi primarni porabniki. Za večino primarne produkcije na Zemlji je odgovoren proces fotosinteze v modrozelenih cepljivkah, algah in rastlinah.